# Oxidatieve koppeling van methaan
De oxidatieve koppeling van methaan (eng. Oxidative Coupling of Methane), kortweg OCM, is een chemische reactie die ontdekt werd in de jaren 1980. De reactie kan gebruikt worden om aardgas, dat voornamelijk uit methaan bestaat, om te zetten in waardevollere chemicaliën, zoals etheen. Daarnaast kan OCM ingezet worden om aardgas uit verafgelegen gasvelden efficiënter te transporteren.

## Productie van ethyleen
Het belangrijkste eindproduct bij OCM is ethyleen, een der belangrijkste bulkchemicaliën en een van de belangrijkste uitgangsstoffen voor de chemische industrie. Via OCM zou methaan rechtstreeks omgezet kunnen worden in ethyleen, hetgeen economisch zeer gunstig zou zijn. Er zijn echter nog geen katalysatoren gevonden die van OCM een economisch rendabel proces zouden maken. Dit komt onder meer doordat de verbrandingsreactie van methaan met zuurstofgas, waarbij koolstofdioxide en -monoxide gevormd worden, energetisch voordeliger zijn dan de gewenste koppelingsreactie, en een katalysator dus noodzakelijk is om de opbrengst van de koppelingsreactie te verhogen.
Ethyleen wordt momenteel voornamelijk geproduceerd door het stoomkraken van aardoliefracties, zoals nafta. Bij dit endotherme proces wordt veel energie verbruikt. OCM is daarentegen een exotherm proces. In dit proces is de centrale reactie
{\displaystyle {\ce {2CH4 + O2-> C2H4 + 2H2O}}}
Die reactie is exotherm, met een reactie-enthalpie {\textstyle \Delta H_{r}=-282{\frac {\mathrm {kJ} }{\mathrm {mol{\text{ }}C_{2}H_{4}} }}}. De reactie wordt uitgevoerd bij hoge temperaturen, typisch tussen de 750 en 950°C.

## Reactiemechanisme en katalyse
Het proces van OCM is, net zoals alle chemische processen, in essentie een opeenvolging van reacties. Bij OCM treden er tot enkele duizenden verschillende reacties op. In eerste instantie kunnen vanuit methaan methyl- en waterstofradicalen gevormd worden. Die radicalen kunnen op hun beurt gekoppeld worden, waarbij ethaan, etheen en ethyn gevormd worden. Daarnaast kunnen die radicalen geoxideerd vormen, waarbij koolstofdioxide en -monoxide gevormd worden. Onder invloed van de hoge temperatuur zullen methaan en zuurstofgas met elkaar reageren en omgezet worden in ethaan, ethyleen en water. De gevormde reactieproducten kunnen op hun beurt nogmaals reageren of ontbinden. Dit geeft aanleiding tot secundaire reacties, zoals de dehydrogenering van ethaan of de verbranding van de reactieproducten.
Dit reactiemechanisme geeft aanleiding tot een van de sterkste uitdagingen binnen de heterogene katalyse. De activatie van het aanwezige methaan blijkt door de edelgasconfiguratie van de elektronen moeilijk te realiseren. Daarnaast bevat methaan vier sterke bindingen tussen het centrale koolstofatoom en een waterstofatoom, bevat het noch een functionele groep, noch een magnetisch moment, noch een polaire verdeling waarop een chemische aanval kan plaatsvinden. Daardoor zal methaan minder reactief zijn dan de voornaamste reactieproducten.
Wanneer OCM katalytisch uitgevoerd wordt, zal de katalysator geactiveerd worden door de binding van zuurstofderivaten, zoals geadsorbeerd zuurstofgas ({\displaystyle {\ce {O2-}}}), dissociatief geadsorbeerde zuurstof ({\displaystyle {\ce {O-}}}), geadsorbeerde zuurstofanionen ({\displaystyle {\ce {O^{2-}}}}) en roosterzuurstof van de katalysator ({\displaystyle {\ce {O^{2-}}}}), aan het katalysatoroppervlak.  Die zuurstofderivaten onttrekken vervolgens een waterstofatoom aan methaan, waardoor gasvormige methylradicalen gevormd worden. Die radicalen kunnen vervolgens koppelen, of omgezet worden tot verbrandingsproducten. Katalysatoren die in staat zijn om methaan te activeren, blijken ook in te werken op de reactieproducten ethaan en ethyleen, dewelke C-H-bindingen met een vergelijkbare bindingssterkte bevatten. Er bestaat bijgevolg een mechanistische beperking op de maximaal mogelijke selectiviteit van de reactie naar C2-producten. Die bovengrens is bovendien een dalende functie van de conversie van methaan, hetgeen inhoudt dat een toenemende omzettingsgraad van methaan eveneens leidt tot een lagere selectiviteit naar ethaan, ethyleen en acethyleen.
In het verleden is al onderzoek gedaan naar de geschiktheid van verschillende metaaloxiden als katalysator voor de oxidatieve koppeling van methaan. Dit waren onder meer katalysatoren op basis van lithium en magnesiumoxide, op basis van alkalische aardlantanakatalysatoren, zoals Sr/La2O3. Andere onderzochte katalysatoren waren gebaseerd op alumina, siliciumdioxide en strontium.